# Dagmar Pistorová
Dagmar Pistorová (1. března 1929 Brno – 6. září 1989 Brno) byla česká divadelní herečka.
S divadlem se Dagmar setkala již v dětství. Nastoupila na brněnskou konzervatoř, kterou však po dvou letech studia musela s existenčních důvodů opustit. Její touha po divadle byla tak silná, že roku 1951 nastoupila do brněnské zpěvohry. V sezóně 1953/1954 již patřila do souboru tehdejšího Krajského oblastního divadla v Brně (od r.1955 Divadlo bratří Mrštíků, dnes Městské divadlo Brno). Této scéně byla věrna po celý život. K jejím prvním rolím patřila princezna Dišperanda v Drdových Hrátkách s čertem. Postupně dostávala i zajímavější role (Ruy Blas: Královna španělská; Jindřich VIII.: Anna Boleynová; Dům doni Bernardy: Magdalena). Titulní role v Nezvalově Manon Lescaut (1951) jí přinesla Krajskou cenu Jihomoravského KNV. Dále vynikala zejména v ruských hrách jako Tři sestry: Máša 1961; Strýček Váňa: Jelena Andrejevna 1964; Višňový sad: Raněvská 1972; zejména pak jako Anna Karenina, 1966.